# アルコヴァサウルス
アルコヴァサウルス Alcovasaurus は、後期ジュラ紀に生息していた装盾類恐竜である。アメリカ合衆国ワイオミング州ナトロナ郡のモリソン層で発見された。模式種はステゴサウルス・ロンギスピヌスのコンビネーションノヴァ（既に存在している学名に基づき導入される新しい学名）である。アルコヴァサウルス・ロンギスピヌス Alcovasaurus longispinusの一種のみが知られる。なお、2019年にはアルコヴァサウルスはミラガイアの一種であるという説も提唱された。

## 発見と命名

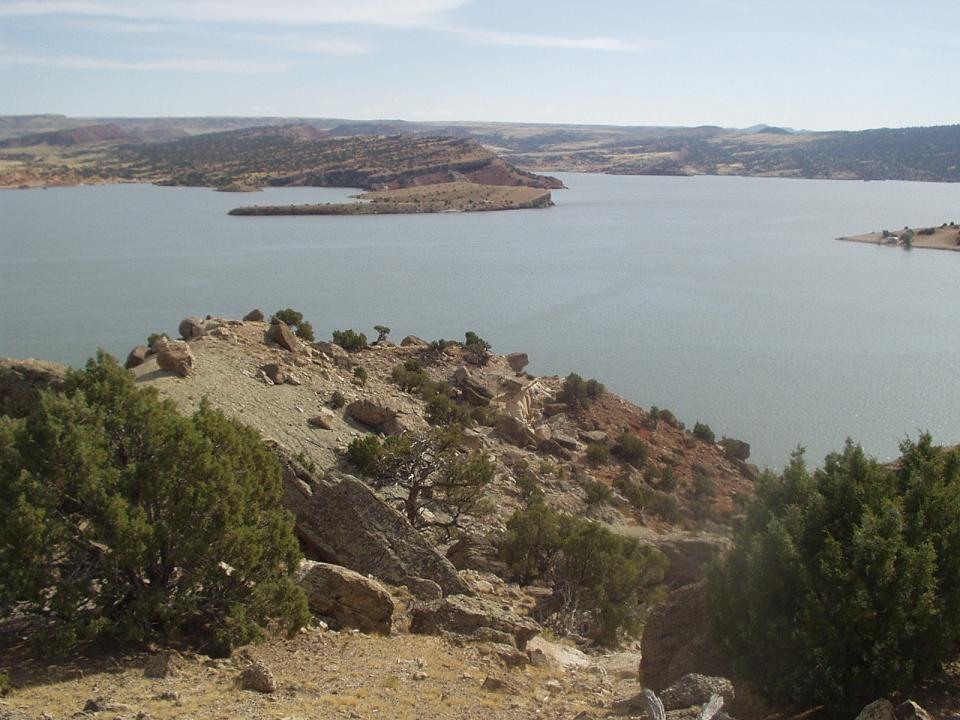
アルコヴァサウルスが産出したワイオミング州アルコヴァ

1908年7月、ウィリアム・リード教授とワイオミング大学の A・C・ダートは、ナトロナ群のアルコヴァ採石場で剣竜類の骨格を発掘した。それはリード主導の下で行われた恐竜の発掘としては最後のものとなった。1914年、チャールズ・ギルモアによりホロタイプ UW 20503（元 UW D54）に基づき、ステゴサウルス・ロンギスピヌスが記載された。これは42個の脊椎骨、断片的な腸骨、2つの座骨、恥骨の一部、右の大腿骨、いくつかの肋骨と4つのサゴマイザーから成る成体の部分骨格である。種小名はラテン語で「長い棘」を意味し、尾のスパイクに由来する。ステゴサウルス・ロンギスピヌスはその尾のスパイクが長いという点で、ステゴサウルス属の独立種として有効なものであると、その後の研究者たちも認めてきた。1993年、本種はジョージ・オルシェフスキーらにより、本来はアフリカに分布するケントロサウルス属の北米産の種である可能性が指摘された。

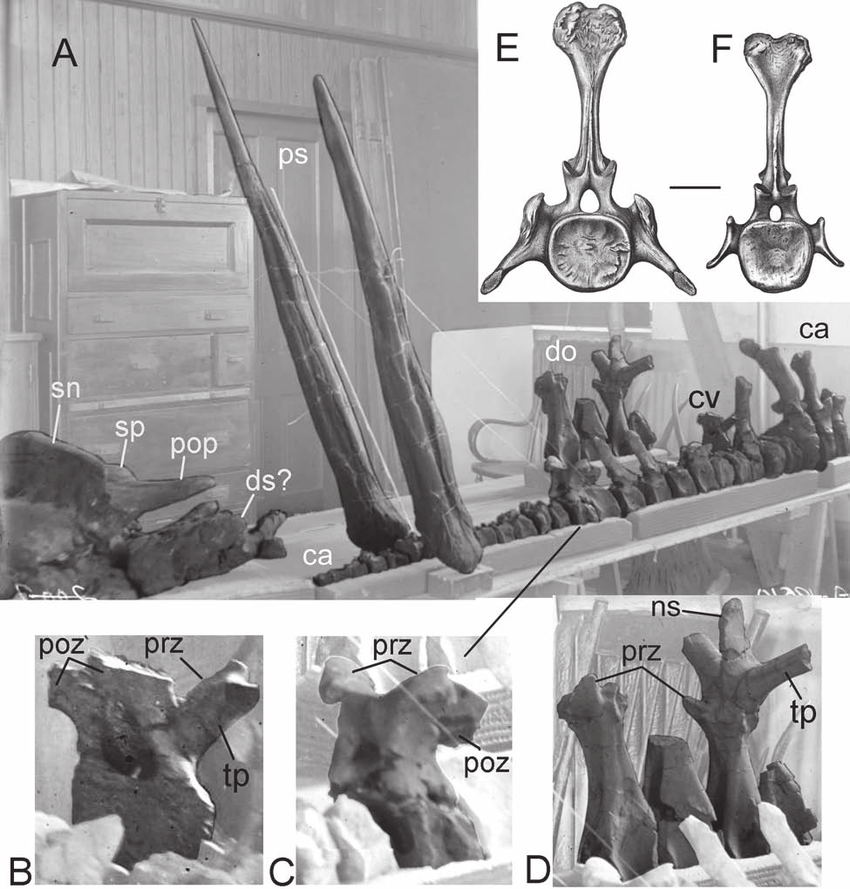
ワイオミング大学の博物館に展示されていたアルコヴァサウルス・ロンギスピヌスのホロタイプ、1914年から1920年代後半

運悪く、模式標本は1920年代にワイオミング大学博物館の水道管が破裂した際に破損してしまった。そのため、その標本の所在について誤解が生じ、失われたものと考えられたこともあった 。一方、UW 20503 とナンバリングされた大腿骨は、模式標本の最後の残存している部位としてまだ存在していた。サゴマイザーはプラスターキャスト（石膏模型）が製造されていた。また、発掘中の骨格の証拠写真がまだ残っており、博物館の骨格とともに展示されている。
他方でステゴサウルス・ロンギスピヌスの独自性は疑われていた。なぜなら、長いサゴマイザーは個体差か性的二形の産物のように思われたからだ。にもかかわらず、アマチュアのフリーランス古生物学者のローマン・ウランスキーは、長い尾の棘はステゴサウルス・ロンギスピヌスをステゴサウルス属から分けるに充分なものであると判断し、新属ナトロナサウルス "Natronasaurus" に移した。ウランスキーはオルシェフスキーとフォードの1993年の系統分析を前提に、ナトロナサウルスをケントロサウルスの近縁属として認めた。ウランスキーは自費出版で電子書籍として論文を発表した。これは独立行政法人によるインタープリターでもISSNによるものでもなかった。そのため、ナトロナサウルスは無効名と見なされ、ピーター・ガルトンとケネス・カーペンターによりこの属に別の学名、アルコヴァサウルス Alcovasaurus が2016年に与えられた。
ガルトンとカーペンターはまた、1990年代にクリフ・マイルズがワイオミング州で発見した非常に大きなスパイクに基づいて本種を記載した。それは以前は所在が不明だったが、DMNH 33431 のキャストが製造・保管されていた。

## 記載

アルコヴァサウルスと人の大きさの比較

ギルモアはロンギスピヌス種を非常に長いサゴマイザー、遠位尾側椎骨の雌側の突起、およびキノコ型の背側延長部を有する椎間板によって、ステゴサウルスの種とは断定できないとした。

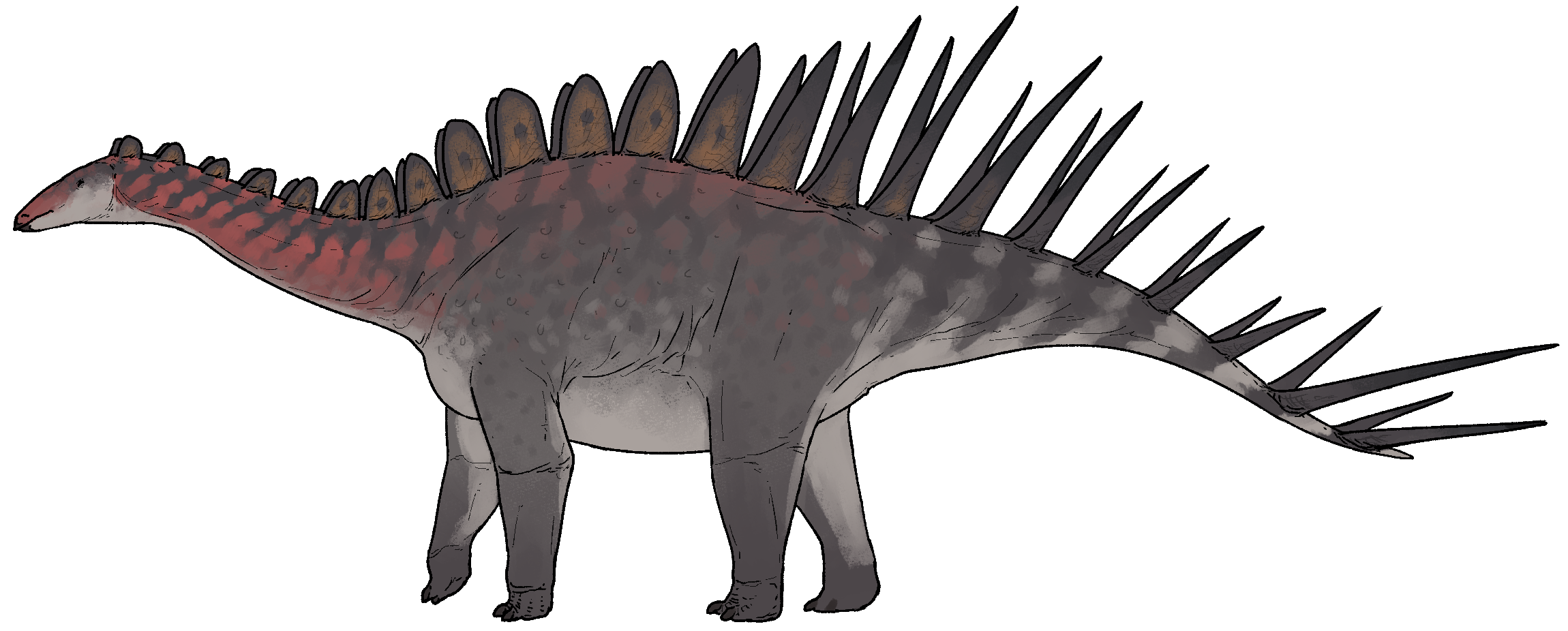
復元図

2016年、ガルトンとカーペンターは5つの固有派生形質を示した。遠位側、後方側、尾側椎骨には側方の突起が存在する。遠位の尾椎は、短く、長さより高さがある。非常に細長く、細長い2本のスパイクがあり、大腿骨の長さの90％である。最後の1対のスパイクは、シャフトの長さの4分の1で最大の幅を持つ（下から測定）。大腿骨の関節丘の下関節表面は下側に限定される。
さらにアルコヴァサウルスは、ジュラ紀の北アメリカのステゴサウルス属のステノプス種、スルカトゥス種、およびヘスペロサウルスとは、仙骨が4つではなく6つであることにおいても違っている。他のステゴサウルス類では最多でも5つである。ギルモアはまた、アルコヴァサウルスは前方のペアと同等の形質の後方のスパイクのペアを持つことで独特だったと主張している。現存する証拠写真からこの形質を確認することは困難であるが、4本のスパイクを持つすべての既知の他の剣竜においては後方のペアの方がより短いため、アルコヴァサウルスはこの点で異なっているとガルトンとカーペンターは示唆している。また、2対のスパイクは互いに非常に離れて配置される。
大腿骨の長さはギルモアによると1082 mm である。最長のスパイクは86 cm である。このスパイクの先端は壊れており、ギルモアはもともとの長さは985 mm だったと推定した。
ガルトンとカーペンターは、そのサゴマイザーは武器として主に使われたと見ている。彼らは尾全体に連続する尾対の側面の突起を調べ、尾を強力に振り回すための発達した筋肉を支持していたと結論づけた。これはまた恐らく、腰椎にもつながって短縮されており、その結果、尾はステゴサウルスよりも4分の1短かったと思われる。より短い尾は、非常に長いスパイクのより大きなモーメントアーム（支点から力の作用点に下ろした垂線の距離）によって引き起こされるねじれを相殺することができると考えられる。

## 分類
ガルトンとカーペンターは、アルコヴァサウルスはステゴサウルスよりもケントロサウルスに近縁ではないとし、ステゴサウルス科のメンバーであると考えた。しかし2017年のトーマス・レイヴン Thomas Raven とスザンナ・メイドメント Susannah Maidment による系統解析によると、アルコヴァサウルスは寛脚類（剣竜と曲竜）の成体に見られる大腿骨の転子の間の癒合に欠くことから、ステゴサウルス類には分類できないとされた。しかしながら、これはこの標本が未成熟の個体だった可能性を意味し、またホロタイプが失われていることから解明は難しい。